# Arsénite de cuivre(II)
Pour les articles homonymes, voir Arsénite de cuivre.
L'arsénite de cuivre(II) est  le sel de cuivre de valence II et de l'acide orthoarsénieux, As(OH)3.